# 新宿パンチ
『新宿パンチ』（しんじゅくパンチ）は、城定秀夫監督の日本映画。2018年12月1日公開。

## 概要
呼び込み、路上でのスカウト行為が禁止された2018年の新宿・歌舞伎町を舞台に、スカウト戦争と成り上がりを描く青春映画。2.5次元舞台で人気を得た小澤廉が童貞の田舎者・道場方正を演じ、毎熊克哉、宮崎秋人をキャスティング。ヒロイン役に吉倉あおい。スカウト会社の重役として鈴木隆仁、矢柴俊博が脇を固める。

## ストーリー
ド田舎から父親の一張羅を着こんで憧れの地、東京へやってきた天然パーマの22歳、童貞・道場方正（小澤廉）。いざ両親が出会ったテレクラへと足を向けるが、そこは廃業しており、歌舞伎町の光と影に意気消沈。たまたま入ったバッティングセンターでやけにいい素振りをするガールズバー店員と出会い、彼女にまつわるトラブルに巻き込まれる。

## 登場人物
道場方正
演 ‐ 小澤廉
パンチ頭の新人スカウトマン。22歳一文無し。田舎出身で新宿に憧れを抱きやってきた。女好きだがフラれ続けること100人でいまだ童貞。上京してすぐルミに一目惚れする。
愛称は髪型から「パンチ」。しかし幼少時からの天然パーマであり、パンチパーマを当てているわけではない。学生時代から髪型のせいで不良や裏家業に間違われている。
糸田ルミ
演 ‐ 吉倉あおい
借金を抱えるキャバクラ嬢。金を借りた高岡の誘いでガールズバーに勤める（源氏名：ヒロミ）が、ドラッグが蔓延するなど環境の悪さに逃亡する。趣味はバッティングセンター通い。性風俗はお断りで、貞操は固い。
高岡タカシ
演 ‐ 毎熊克也
ルミの元恋人。もともとスカウト業を行っていたが、スカウト禁止の新宿でスカウト事業はもう無理だと、脱法ドラッグ販売、他店からの引き抜き工作を行う事業を行う。DV癖がある。特技は鼻血が出ないように打つ平手。
設楽玄
演 ‐ 宮崎秋人
スカウト会社ドラグーンに在籍するパンチの先輩。パンチにスカウトマンとしてのイロハを教えるが、彼自身もスカウトノルマに悩んでいる。ギャンブラー肌。
露崎守
演 ‐ 矢柴俊博
ドラグーンを仕切る代表。スカウトという職業に誇りを持ち、スカウトした女性のアフターケアーを大切にする。新宿という街の表裏を知るにはこの会社が一番とパンチをドラグーンに入れた人物。黒星会ともつながりを持つ。声がやや小さめ。
矢倉巻
演 ‐ 鈴木隆仁
ドラグーンの幹部で威嚇、恫喝を得意とする。
さちこ
演 ‐ 財田ありさ
上京したてのうぶな娘。パンチにスカウトされキャバクラ店で勤務するが、次第に薬に溺れるようになる。
エンディングでパンチでにメールを送り、露崎に病院に入れてもらったことが明かされている。
テレクラ店舗跡にいた男
演 ‐ 麻木貴人

店員　
演 ‐ 佐倉萌

新人スカウトマン
演 ‐ 鼠先輩

## スタッフ
- 監督・編集・効果・選曲：城定秀夫
- 製作：永森裕二、久保和明
- 企画：永森裕二
- プロデューサー：久保和明
- ラインプロデューサー：浅木大
- アシスタントプロデューサー：佐々木圭介
- 脚本：永森裕二、城定秀夫
- 撮影・照明：田宮健彦
- 録音：近藤崇生
- 美術・装飾：黒田享大
- 衣裳：丸山江里子
- ヘアメイク：唐澤知子
- 助監督：鈴木一平
- 音楽：林魏堂
- 持ち道具：盛麗依奈
- 監督助手：小南敏也
- アクションコーディネート：江澤大樹（stunt team GOCOO）
- スチール：本田あきら・高橋卓也
- ウィッグ制作：株式会社earch
- MA/ダビング：シネマサウンドワークス
- 脚本協力：貝原クリス亮、木村暉
- 制作プロダクション：レオーネ
- 宣伝・配給：AMGエンタテインメント
- 製作：「新宿パンチ」製作委員会（AMGエンタテインメント、レオーネ）